# Puy de Manse
Le puy de Manse est un sommet isolé situé à l'extrême sud-ouest du massif des Écrins, sur la ligne de partage des eaux entre Champsaur et Gapençais. Il culmine à 1 637 mètres d'altitude.

## Géographie

### Situation
Le puy de Manse est situé entre la pointe Saint-Philippe (1 706 mètres), prolongement du Piolit vers l'ouest, et le plateau de Bayard (alt. maximum 1 351 mètres), qui le sépare de la muraille du Dévoluy (pic de Gleize, 2 161 m). Ses flancs se partagent entre trois communes : Ancelle à l'est, La Rochette au sud-ouest, et Forest-Saint-Julien au nord-ouest.

### Topographie

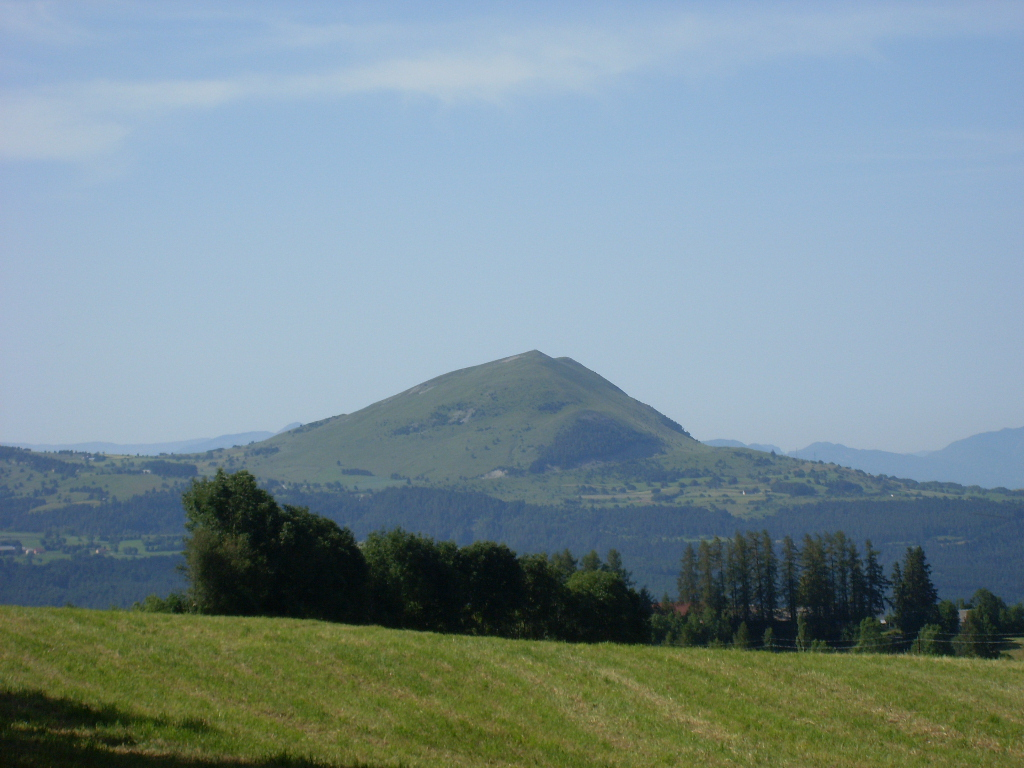
Le puy de Manse vu du nord (Chaillol)

Le puy de Manse a la forme d'une pyramide ovoïde allongée dans le sens nord-sud. Le sommet principal est entouré de deux sommets secondaires, l'un au nord (1 497 mètres), et l'autre au sud (1 621 mètres). L'ensemble domine de plus de 300 mètres les collines environnantes.
Étant isolé, le sommet offre une vue panoramique à 360° sur le lac de Serre-Ponçon, Gap, le col de Manse, le col Bayard, la route Napoléon, le Dévoluy et le col de Gleize, et par beau temps jusqu'à la crête de Charance et le pic de Bure. On peut voir jusqu'au lac du Sautet et le début du Valgaudemar. Les sommets du Champsaur tels que le Vieux Chaillol, le pic Queyrel, la pointe de Cédera ou encore la Petite Autane sont parfaitement visibles, ainsi que la vallée de la Rouanne et la plaine de Lachaup à Ancelle.

### Accès
La D 944 (Gap - Orcières) permet d'accéder au col de Manse (alt. 1269 m.), au pied du puy de Manse côté ouest. La D 14 (Laye - La Bâtie-Neuve) et la D 13 (col de Manse - Ancelle) entourent le puy de Manse au sud et au nord. Mais aucune route ne monte sur les flancs du puy de Manse.
L'accès au sommet est difficile car il n'y a pas de chemins tracés. Les seuls cheminements existants sont ceux créés par les troupeaux qui y pâturent. La montée peut se faire en suivant ces gradins, sauf sur la face ouest, très abrupte et totalement minérale. Selon le point de départ, le dénivelé est compris entre 300 et 350 mètres.
Un circuit pédestre (facile) fait le tour du puy de Manse (balisage à partir de La Rochette, sur la D 14). Un embranchement permet d'accéder au sommet du « Chapeau de Napoléon », falaise dominant l'est de la cuvette de Gap, d'où le panorama s'étend de Charance jusqu'à Serre-Ponçon.

### Climat
La montagne est fortement exposée aux vents et elle reçoit peu de précipitations. Les rares sources sont captées pour alimenter les communes ou hameaux voisins en eau potable.
L’hiver, le puy de Manse est enneigé, mais il perd sa couverture neigeuse avant les autres sommets car il ne bénéficie pas de l'ombre des sommets plus élevés.

### Végétation
La végétation du puy de Manse est assez basique : c'est une végétation rase et typique des montagnes exposées au vent et peu humides du Champsaur. Cette végétation est exceptionnelle car unique à cette altitude. Il faut aller aux lacs d'Orcières, situés à environ 2 500 mètres d'altitude pour retrouver la même.

## Art et littérature

### Photographie
Les artistes Brigitte Palaggi (photographe) et Olivier Domerg (écrivain) ont réalisé un important travail d'arpentage et de création artistique sur le puy de Manse qui a donné lieu notamment à une exposition au Musée muséum départemental des Hautes-Alpes intitulée « Le Puy de Manse, fragments d'un mont-monde » du 18 mai au 31 octobre 2013.

### Publications
Une trilogie consacrée au puy de Manse et à ses paysages a été publiée, par ces mêmes artistes, qui y ont travaillé de 2009 à 2021. Elle répond au nom générique de Fragments d’un mont-monde et se compose de Portrait de Manse en Sainte-Victoire molle (volet 1, éditions L'Arpenteur/Gallimard, 2011), de Fragments d’un mont-monde (volet 2, éditions Le Bleu du ciel, 2013) et du Manscrit (volet 3, éditions Le Corridor bleu, 2021).

## Économie

### Agriculture
La végétation de graminées est très propice à l'élevage. Les paysans laissent paître les vaches et les moutons durant l'été et viennent les rechercher à l'automne.